# Сара Шевън
Сара Шевън (на английски: Sarah Shevon) е американска порнографска актриса, родена на 10 юли 1984 г. в град Грас Вали, щата Калифорния, САЩ.